# Trae Young
Rayford Trae Young (født d. 19. september 1998) er en amerikansk professionel basketballspiller, som spiller for NBA-holdet Atlanta Hawks.

## Klubkarriere

### Atlanta Hawks
Young blev draftet af Dallas Mavericks med det femte valg i 2018 draften, men blev traded til Atlanta Hawks samme aften i bytte for Luka Dončić. Han imponerede i sin debutsæson, og kom på andenpladsen i Rookie of the Year afstemningen, kun bag Dončić.
Young blev i 2019-20 sæsonen for første gang valgt til All-Star holdet. Den 20. februar 2020 i en kamp mod Miami Heat, scorede Young 50 point for første gang i sin NBA karriere.
Young ledte i 2020-21 sæsonen Hawks dybt i slutspillet, i hvad der var hans slutspilsdebut. De vandt først over New York Knicks, og overraskeded herefter stort, ved at slå Philadelphia 76ers, og dermed kom i semi-finalen. Sæsonen endte dog her, da Hawks tabte til eventuelle mestre fra Milwaukee Bucks.
Young havde sin bedste statistiske sæson i 2021-22, hvor han førte NBA i både total scoring og flest assist i sæsonen. Han blev valgt til All-NBA Third Team, som er de 11-15 bedste spillere i sæsonen.